# Irving (Texas)
Irving je město v okrese Dallas County ve státě Texas ve Spojených státech amerických. Je 12. nejlidnatějším městem v Texasu a 88. nejlidnatějším městem ve Spojených státech. Je předměstím Dallasu a tedy součástí souměstí Dallas-Fort Worth. Ve městě se nachází část Dallas-Fort Worth International Airport.
K roku 2020 zde žilo 256 684 obyvatel. S celkovou rozlohou 176km² byla hustota zalidnění 1 382 obyvatel na km². Partnerským městem Irvingu je mj. finské město Espoo. V Irvingu opakovaně před svou smrtí pobýval atentátník Lee Harvey Oswald. Město se nachází v oblasti s vlhkým subtropickým podnebím.